# Thomas Frederick Butler

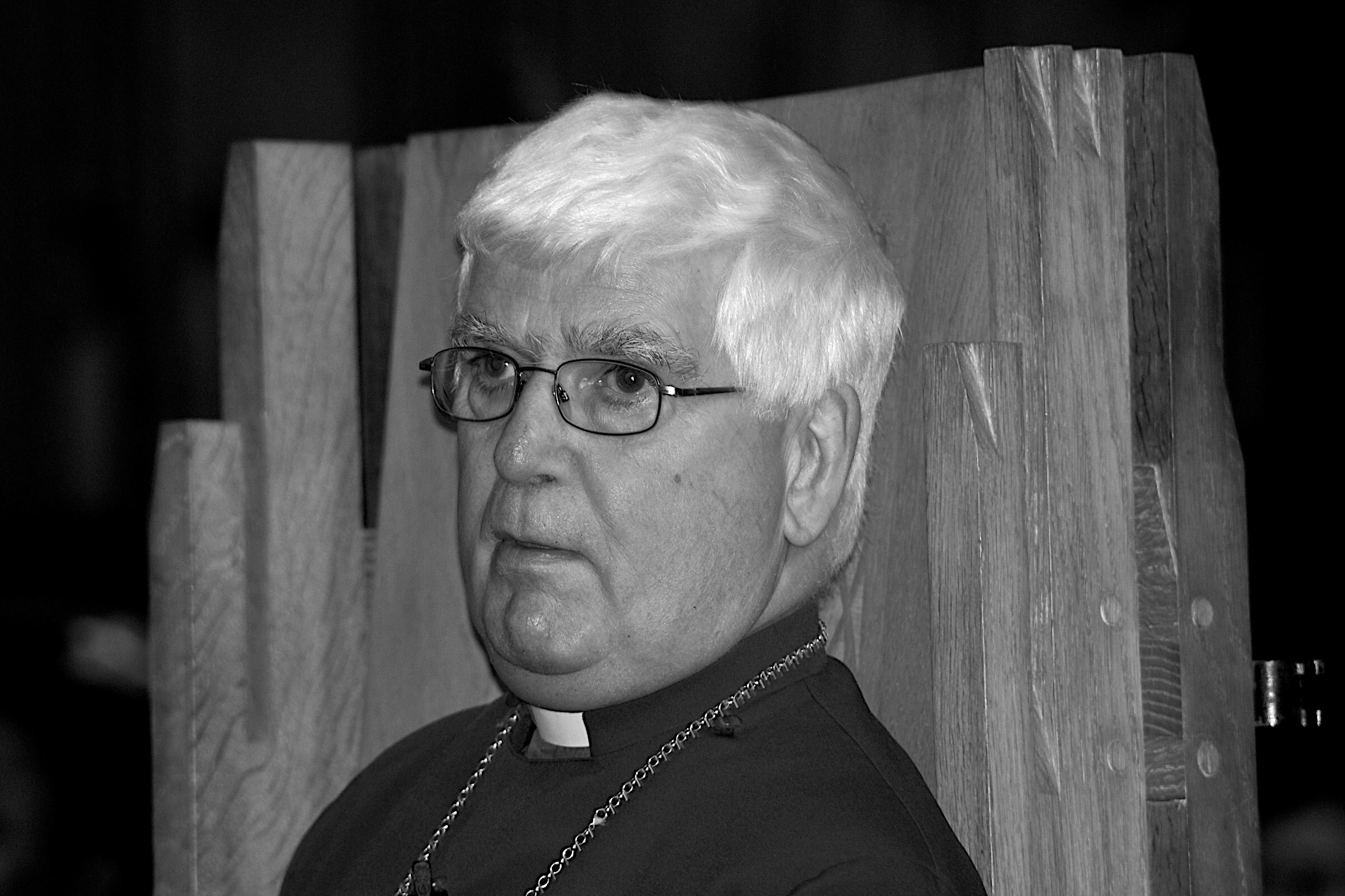
Thomas Frederick Butler 2009

Thomas (Tom) Frederick Butler (* 5. März 1940 in Birmingham) ist ein britischer anglikanischer Geistlicher. Von 1998 bis 2010 war er Bischof von Southwark.

## Leben und Karriere
Butler besuchte die University of Leeds, an der er Elektrotechnik studierte, und machte dort 1961 einen BSc, 1962 einen MSc und 1972 einen PhD. Er besuchte ab 1962 das College of Resurrection in Mirfield, um auf das Priesteramt vorbereitet zu werden. Er wurde 1964 zum Diakon und 1965 zum Priester geweiht.
Von 1964 bis 1966 war er als Hilfsvikar an St Augustine in Wisbech tätig. Dieses Amt übte er von 1966 bis 1967 an der St Saviour Church in Folkestone aus. Von 1968 bis 1973 war er Dozent an der University of Zambia. Butler war Kaplan an der University of Kent von 1973 bis 1980. Von 1980 bis 1985 war er Erzdiakon von Northolt.
Butler war von 1985 bis 1991 Bischof von Willesdenin der Diözese London und von 1991 bis 1998 Bischof der Diözese Leicester. Von 1998 bis 2010 war er Bischof von Southwark. Butler wurde am 12. September 1998 in der Kathedrale von Southwark in sein Amt eingeführt und an seinem 70. Geburtstag am 5. März 2010 in den Ruhestand versetzt. Sein Nachfolger ist Christopher Chessun.
1998 erhielt Butler die Ehrendoktorwürde der Loughborough University als Doctor of Science (DSc hon.).
Butler hatte während seiner Kirchenlaufbahn außerdem zahlreiche weitere Ämter in kirchlichen Organisationen und caritativen Einrichtungen inne. Er übernahm mehrfach Aufgaben und Ämter in der Generalsynode der Kirche von England. Von 1995 bis 2001 war er Vorsitzender des Board of Mission der Generalsynode, außerdem von 2001 bis 2003 Vorsitzender des Board of Social Responsibility. Derzeit (Stand: 2009) ist er stellvertretender Vorsitzender des Mission and Public Affairs Council. Bis 2001 war er außerdem Vertreter der Generalsynode beim Inner Cities Religious Council, einer Initiative, die vom britischen Umweltministerium ins Leben gerufen wurde.
Butler engagierte sich auch für soziale Angelegenheiten. Er war unter anderem bis 1995 Vorsitzender des Nachfolgegremiums der 'Faith in the City'-Kommission, einer vom Erzbischof von Canterbury initiierten Kommission, die sich mit den sozialen Belangen in Innenstadtgebieten und sozialen Brennpunkten befasste und 1985 den kontrovers aufgenommenen 'Faith in the City'-Report veröffentlicht hatte.
Er ist mit Barbara Butler verheiratet. Sie ist Mitglied einer Charity-Organisation. Sie haben zwei erwachsene Kinder und vier Enkel.
Butler ist, gemeinsam mit seiner Frau, Autor zweier Bücher.

## Mitgliedschaft im House of Lords
Butler gehört seit 1996 als Geistlicher Lord dem House of Lords an. Seine Antrittsrede hielt er am 30. November 1998. Zu seinen politischen Interessengebieten zählt Butler Wissenschaft und Technologie, das Erziehungswesen und die Entwicklungspolitik. Butler war bis 2010 Mitglied des House of Lords. Am 18. März 2010 wurde Christopher Hill, der Bischof von Guildford, sein Nachfolger im House of Lords.

## Wirken in der Öffentlichkeit
In kirchenrechtlichen Fragen vertritt Butler einen liberalen Standpunkt. Dies zeigte sich insbesondere in seiner Einstellung zur Frage der Homosexualität. Butler äußerte, dass homosexuelle Priester ein Segen für die Kirche sein könnten. Er verurteilte die Diskriminierung von Homosexuellen als „falsch und fehlgeleitet“ und bezeichnete sie als einen Verstoß gegen individuelle Menschenrechte. Obwohl das Alte Testament und der Apostel Paulus gleichgeschlechtliche Beziehungen ablehnten, könnten homosexuelle Beziehungen oft enger und näher sein als diejenigen Beziehungen, die die Bibel als formal gültige Ehe anerkenne. Es sei Aufgabe der Kirche, diese unterschiedliche Lebensformen zu respektieren. Es dürfe aus Butlers Sicht diesbezüglich nicht zu einer Spaltung der Anglikanischen Kirche kommen.
2005 kam es zwischen Butler und dem konservativen, dem Netzwerk Reform nahestehenden Priester der Dundonald Church in Wimbledon, Richard Coekin zu einer Kontroverse im Zusammenhang mit der Weihe von Priestern in der Diözese von Southwark. Coekin, ein erklärter Gegner von Butlers liberaler Haltung zur Homosexualität, hatte ohne die Erlaubnis Butlers eine Priesterweihe durch Martin Morrison, einen Bischof der Church of England in Südafrika, durchführen lassen. Butler drohte Coekin daraufhin mit Amtsenthebung.
Der Konflikt wurde schließlich unter Vermittlung von Michael Scott-Joynt, dem Bischof von Winchester, beigelegt. Coekin konnte sein Amt behalten, musste sich aber verpflichten, in Zukunft sämtliche Anweisungen Butlers als Diözesanbischof uneingeschränkt zu befolgen.
2006 geriet Butler ungewollt in die Schlagzeilen der britischen Tagespresse, als er im Anschluss an den traditionellen Weihnachtsempfang der Irischen Botschaft in London bei der Polizei erschien und erklärte, er sei ausgeraubt und überfallen worden. Butler erklärte, er könne sich an Einzelheiten des Überfalls nicht mehr erinnern. Zeugen berichteten allerdings, sie hätten Butler auf dem Nachhauseweg in deutlich angetrunkenem Zustand gesehen. Von seiner Gemeinde erhielt Butler trotz dieses Fehltritts mehrheitlich Solidarität und Unterstützung.
2008 sprach sich Butler in einem Artikel für den Guardian gegen militante Kräfte innerhalb der anglikanischen Kirche aus. Butler nahm dabei insbesondere Bezug auf die GAFCON, eine Konferenz konservativer Bischöfe, die vor allem in der Frage der Homosexualität eine Spaltung der Kirche nicht mehr ausschließen. Butler unterstützte in diesem Punkt ausdrücklich Rowan Williams’ Position dementsprechend vorzugehen und diesem Einhalt zu gebieten.
Butler meldet sich regelmäßig im Radioprogramm zu Wort, ebenso wie im lokalen Fernsehen.
Er ist regelmäßiger Beiträger für die bei Radio 4 der BBC ausgestrahlte Sendung Thought for the Day. Butler begrüßte, ebenso wie James Stuart Jones, der Bischof von Liverpool, die Entscheidung der BBC, Thought of the Day als eigenständige Radiosendung beizubehalten. Er gab weiterhin seiner Hoffnung Ausdruck, dass die ausgezeichnete Arbeit des Religion and Ethics Department der BBC auch zukünftig eine bedeutende Rolle im öffentlichen Rundfunk einnehmen werde.

## Veröffentlichungen
- 1992: Just Mission (mit Barbara Butler)
- 1996: Just Spirituality in a World of Faiths (mit Barbara Butler)